# Велешка банка
Велешката банка (на сръбски: Велешка банка) е частна банка, съществувала в град Велес, Кралството на сърби, хървати и словенци (от 1929 година Кралство Югославия) от 1921 до 1940 година.

## История
Банката е основана в 1921 година с решение на Министерството на търговията и индустрията на Кралството на сърби, хървати и словенци. Това е първата частна банка на територията на Вардарска Македония, тъй като Велес е един от най-развитите икономически градове на областта - велешките търговци са водещи в търговията с кожи, жито и житни култури, грънчарски произведения и занаятчийско производство. Началният капитал на банката е 1 милион динара, поделени на 10 000 акции по 100 динара. Най-големи инвеститори са собственикът на фабриката за масло Гьошо Органджиев (Органджия), Мустафа Усеин и братята Урумови. Банката има и чуждестранни акционери, предимно френски капитал.
Банката работи успешно до закриването си в 1940 година и след успешния ѝ старт в 1925 година в града е отворена и Южната банка. Велешката банка инвестира в реализацията на проекта „Плавателен Вардар от Велес до Солун“, тъй като голяма част от търговията със Солун е по воден път. Работата на банката е предимно есконт, текущи сметки и спестяване.